# Midar
Midar (em árabe: ميضار) é uma cidade do nordeste de Marrocos, situada na cordilheira do Rife, que faz parte da província de Driouch e da região Oriental. Em 2004, a comuna tinha 16 022 habitantes (13 229 na cidade e 2 793 nas zonas rurais). Em 2012 estimava-se que a população da cidade fossem de 13 536 habitantes.
A região é conhecida pelas suas planícies e pelas suas terras férteis. A cidade situa-se a 15 km de Driouch, 75 km de Nador e 85 km de Al Hoceima.
O clima é semiárido, com temperatura média anual de 30 °C e 250 mm de precipitação anual. Em termos de relevo, 60% do território é constituído por planícies e 30% por montanhas.